# Scaevola auriculata
Scaevola auriculata är en tvåhjärtbladig växtart som beskrevs av George Bentham. Scaevola auriculata ingår i släktet Scaevola och familjen Goodeniaceae. Inga underarter finns listade i Catalogue of Life.